# Copa Brasil de Voleibol Masculino de 2021
A Copa Brasil de Voleibol Masculino de 2021 foi a nona edição desta competição organizada pela Confederação Brasileira de Voleibol através da Unidade de Competições Nacionais. Participarão do torneio oito equipes, de acordo com a posição delas no primeiro turno da Superliga Brasileira A 2020-21., a primeira fase acontece nos dias de 13 a 20 de janeiro de 2021 com mando de jogo dos times com melhores índices técnicos no turno supracitado, as semifinais serão disputadas no dia 11 de fevereiro e a grande final em 12 de fevereiro de 2021
na cidade de  Saquarema, Rio de Janeiro O campeão se classifica para a Supercopa Brasileira de Voleibol de 2021 e para o Campeonato Sul-Americano de Clubes de Voleibol Masculino de 2021.

## Regulamento
Classificaram-se para a disputa da Copa Brasil de 2021 as oito melhores equipes do primeiro turno da fase classificatória da Superliga Brasileira de Voleibol Masculino de 2020–21 - Série A. O torneio foi disputado em sistema de eliminatória simples, em jogos únicos, dividido em três fases: quartas-de-final, semifinais e final.
Nas quartas-de-final, os confrontos foram baseados na posição de cada participante da tabela da referida Superliga Brasileira A, conforme a seguir: 1º x 8º,  2º x 7º , 3º x 6º  e  4º x 5º  os vitoriosos destas partidas passam às semifinais, a partida semifinal será entre o Vencedor (1º x 8º) x Vencedor (4º x 5º) e na outra partida da referida fase teremos o Vencedor (2º x 7º) x Vencedor (3º x 6º), definindo assim os dois finalistas. Os jogos da quartas-de-final tiveram como mandantes os quatro melhores times da Superliga Brasileira A, e as semifinais e a final foram realizadas no Centro de Desenvolvimento de Voleibol (CDV), Saquarema (RJ).

## Participantes
| Equipe                | Cidade         | Ginásio                         | Capacidade | Posição no primeiro turno de 2020/2021 |
| --------------------- | -------------- | ------------------------------- | ---------- | -------------------------------------- |
| APAN/Blumenau         | Santa Catarina | Arena Multiuso                  | 3000       | 7º                                     |
| AV Uberlândia         | Uberlândia     | Uberlândia Tênis Clube          | 1000       | 5º                                     |
| Vôlei Taubaté         | Taubaté        | Ginásio do Abaeté               | 3000       | 2º                                     |
| Vôlei Itapetininga    | Itapetininga   | Ginásio Ayrton Senna            | 1000       | 6º                                     |
| Minas                 | Belo Horizonte | Arena Minas Tênis Clube         | 3650       | 4º                                     |
| América Vôlei         | Montes Claros  | Tancredo Neves                  | 8600       | 9º                                     |
| Sada Cruzeiro         | Contagem       | Ginásio Poliesportivo do Riacho | 2000       | 1º                                     |
| Vôlei Renata/Campinas | Campinas       | Ginásio do Taquaral             | 2600       | 3º                                     |

Nota
IND 1 O Vôlei Guarulhos terminou em oitavo, mas foi substituido pelo América Vôlei (nono colocado) devido aos casos de COVID-19 na equipe.

## Resultados
|  | Quartas-de-final | Quartas-de-final   | Quartas-de-final      |               |                       | Semifinais    | Semifinais | Semifinais |  |  | Final | Final         | Final |
|  |                  |                    |                       |               |                       |               |            |            |  |  |       |               |       |
|  | 1º               | Sada Cruzeiro      | 3                     |               |                       |               |            |            |  |  |       |               |       |
|  | 8º               | América Vôlei      | 0                     |               |                       |               |            |            |  |  |       |               |       |
|  | 8º               | América Vôlei      | 0                     |               | 1º                    | Sada Cruzeiro | 3          |            |  |  |       |               |       |
|  |                  |                    |                       |               | 1º                    | Sada Cruzeiro | 3          |            |  |  |       |               |       |
|  |                  | 4º                 | Minas                 | 0             |                       |               |            |            |  |  |       |               |       |
|  | 4º               | 4º                 | Minas                 | 0             | Minas                 | 3             |            |            |  |  |       |               |       |
|  | 4º               |                    |                       |               | Minas                 | 3             |            |            |  |  |       |               |       |
|  | 5º               | AV Uberlândia      | 1                     |               |                       |               |            |            |  |  |       |               |       |
|  |                  |                    |                       |               |                       |               |            |            |  |  | 1°    | Sada Cruzeiro | 3     |
|  |                  |                    | 2°                    | Vôlei Taubaté | 2                     |               |            |            |  |  |       |               |       |
|  | 2º               | Vôlei Taubaté      | 3                     |               |                       |               |            |            |  |  |       |               |       |
|  | 7º               | APAN/Blumenau      | 0                     |               |                       |               |            |            |  |  |       |               |       |
|  | 7º               | APAN/Blumenau      | 0                     |               | 2º                    | Vôlei Taubaté | 3          |            |  |  |       |               |       |
|  |                  |                    |                       |               | 2º                    | Vôlei Taubaté | 3          |            |  |  |       |               |       |
|  |                  | 3º                 | Vôlei Renata/Campinas | 2             |                       |               |            |            |  |  |       |               |       |
|  | 3º               | 3º                 | Vôlei Renata/Campinas | 2             | Vôlei Renata/Campinas | 3             |            |            |  |  |       |               |       |
|  | 3º               |                    |                       |               | Vôlei Renata/Campinas | 3             |            |            |  |  |       |               |       |
|  | 6º               | Vôlei Itapetininga | 2                     |               |                       |               |            |            |  |  |       |               |       |

## Quartas de final
A tabela oficial dos jogos foi divulgada em 23 de dezembro de 2020 pela CBV.
Resultados
| 13 de janeiro de 2021 19:00 Relatório | Minas    | 3 — 1                   | AV Uberlândia | Arena Minas Tênis Clube, Belo Horizonte |
| 13 de janeiro de 2021 19:00 Relatório | 25 22 25 | Set 1 Set 2 Set 3 Set 4 | 18 15 25 22   | Arena Minas Tênis Clube, Belo Horizonte |

| 13 de janeiro de 2021 19:30 Relatório | Vôlei Renata/Campinas | 3 — 2                         | Vôlei Itapetininga | Ginásio do Taquaral, Campinas |
| 13 de janeiro de 2021 19:30 Relatório | 22 18 25 27 15        | Set 1 Set 2 Set 3 Set 4 Set 5 | 25 22 25 12        | Ginásio do Taquaral, Campinas |

| 15 de janeiro de 2021 19:00 Relatório | Vôlei Taubaté | 3 — 0             | APAN/Blumenau | Ginásio do Abaeté, Taubaté |
| 15 de janeiro de 2021 19:00 Relatório | 25            | Set 1 Set 2 Set 3 | 15 23 21      | Ginásio do Abaeté, Taubaté |

| 20 de janeiro de 2021 19:00 Relatório | Sada Cruzeiro | 3 — 0             | América Vôlei | Ginásio Poliesportivo do Riacho, Contagem |
| 20 de janeiro de 2021 19:00 Relatório | 25            | Set 1 Set 2 Set 3 | 16 19 21      | Ginásio Poliesportivo do Riacho, Contagem |

## Semifinal
Resultados
| 11 de fevereiro de 2021 19:00 Relatório | Vôlei Taubaté  | 3 — 2                         | Vôlei Renata/Campinas | CDV, Saquarema |
| 11 de fevereiro de 2021 19:00 Relatório | 26 25 21 25 15 | Set 1 Set 2 Set 3 Set 4 Set 5 | 24 21 25 27 12        | CDV, Saquarema |

| 11 de fevereiro de 2021 21:30 Relatório | Sada Cruzeiro | 3 — 0             | Minas    | CDV, Saquarema |
| 11 de fevereiro de 2021 21:30 Relatório | 25            | Set 1 Set 2 Set 3 | 19 18 23 | CDV, Saquarema |

## Final
Resultado
| 12 de fevereiro de 2021 21:30 Relatório | Sada Cruzeiro  | 3 — 2                         | Vôlei Taubaté  | CDV, Saquarema |
| 12 de fevereiro de 2021 21:30 Relatório | 25 31 18 27 15 | Set 1 Set 2 Set 3 Set 4 Set 5 | 23 29 25 29 13 | CDV, Saquarema |

## Classificação final
| Posição | Equipe                |
| ------- | --------------------- |
|         | Sada Cruzeiro         |
|         | Vôlei Taubaté         |
|         | Vôlei Renata/Campinas |
| 4º      | Minas                 |
| 5º      | Vôlei Itapetininga    |
| 6º      | AV Uberlândia         |
| 7º      | APAN/Blumenau         |
| 8º      | América Vôlei         |

| Copa Brasil de Voleibol Masculino       |
| Minas Gerais                            |
| --------------------------------------- |
| Sada Cruzeiro Vôlei Campeão (6º título) |